# Pył (gra komputerowa)
Pył – strzelanka pierwszoosobowa wydana w roku 1998 przez Optimus Nexus.
Akcja gry toczy się w roku 2798. Konflikty zbrojne przeniesiono na odległy księżyc, Z czasem jednak wyprawy na księżyc zaczęły służyć poszukiwaniom pozostawionej tam technologii. Na planecie ląduje Sope, były imperialny kawalerzysta. Pozycja zawiera elementy typowe dla skradanek, jak luneta służąca również jako noktowizor, czy konieczność oszczędzania amunicji i zagadki logiczne. Najprawdopodobniej charakter gry przełożył się na względnie niskie oceny prasy branżowej, nastawiającej się na polskiego Quake’a.
Grę oparto na autorskim silniku o nazwie Chlast, powstałym po analizie przez Jarosława Świerczka rozwiązań id Software. Wydawcę (Optimus Nexus) twórcy znaleźli na krakowskich targach Infosystem i był on duża pomocą w poukładaniu procesu powstawania gry. Gra sprzedała się źle i twórcy nie podjęli prac nad kontynuacją ani innymi tytułami.
Jarosław Świerczek podjął prace nad konwersją Pyłu na silnik Unity. Prace porzucił w roku 2018.
Czasopismo Secret Service oceniło grę na 3/10.